# 祈嘉
祈嘉（?—?），十六国时代隐士，字孔宾，酒泉郡（今甘肃省酒泉市）人。
祈嘉年轻时清贫好学。二十多岁时，西至敦煌依学官读书，贫困没有衣食，为书生担任炊事杂役的佣工，来养活自己，最后博通经传，精究大义。西游海岛，教授门生百余人。前凉国王张重华征召为儒林祭酒。性情温和，教书不倦，根据《孝经》作《二九神经》。弟子二千余人，张天锡称他为先生而不称其名。最后以寿终。

## 延伸阅读
[在维基数据编辑]
 《晉書·卷094》，出自房玄齡《晉書》